# اندیس سیلیس تویه دروار
سیلیس تویه دروار یک اندیس غیرفلزی است که در حوالی شهر کیاسر استان سمنان قرار دارد و مادهٔ معدنی موجود در آن، سیلیس است.